# Lansing (ville, New York)
Pour les articles homonymes, voir Lansing.
Ne doit pas être confondu avec Lansing (village, New York).
Lansing est une ville du comté de Tompkins, dans l'État de New York, aux États-Unis,. En 2010, elle compte une population de 11 033 habitants.

## Démographie
Lors du recensement de 2010, la ville comptait une population de 11 033 habitants, tandis qu'en 2016, elle est estimée à 11 608 habitants.